# Contea di Cork
La contea di Cork (in irlandese Contae Chorcaí; in inglese County Cork) è la più meridionale e più vasta tra le contee dell'Irlanda e fa parte della Repubblica d'Irlanda. Confina con la contea di Kerry ad ovest, Tipperary e Waterford ad est, Limerick a nord e l'Oceano Atlantico a sud.
Spesso chiamata la "contea ribelle" (irl. An Contae Ceannairceach, ingl. Rebel County) per l'essersi messa spesso in evidenza nei conflitti irlandesi molto più delle altre contee, include nel suo territorio il capoluogo Cork, la celebre Pietra di Blarney (Cloch na Blarnan(GA), Blarney Stone(EN)), e Cobh, località da dove partirono milioni di emigranti durante la grande carestia (An Gorta Mór(GA), Great Famine(EN)).

## Toponomastica e araldica civica
Il nome della contea deriva direttamente da quello della cittadina e ha un'evoluzione piuttosto bizzarra: è l'anglicizzazione, infatti, del gaelico Corcaigh, che letteralmente significa "zona paludosa" (in riferimento alla città, posta sulla foce del fiume Lee in un'insenatura molto condizionata dalle maree). Tuttavia, invece di tradurre in inglese il nome o di anglicizzarne la pronuncia, come fatto in altre parti d'Irlanda, gli inglesi lo sostituirono con la parola inglese che più vi si avvicinava: Cork, appunto, che tuttavia significa "sughero".
Lo stemma della contea è piuttosto complesso e fu adottato nel 1899. È composto da un cerchio, nel quale è inserito una foglia di trifoglio stilizzata sormontata dalla scritta arcuata "CORK COUNTY COUNCIL" e sotto dalla data di adozione. Il trifoglio contiene, poi, gli stemmi di sette centri abitati importanti: al centro è posto lo stemma della città di Cork, posizione ben in evidenza ad evidenziarne i ruolo di centro più importante e amministrativo; nei tre petali ci sono gli stemmi delle altre tre cittadine che hanno lo status di borough, ovvero con un Town Council e con determinate autonomie amministrative, e sono, in senso orario dall'alto, Youghal, Bandon e Kinsale. Ci sono, inoltre, situati negli angoli della foglia, i tre stemmi, molto più piccoli, delle località importanti della contea ma che non sono indipendenti amministrativamente, ovvero Castlemartyr, Charleville e Midleton.

## Topografia
La contea è divisibile grosso modo in due aree distinte: una che viene attraversata dal fiume Lee e che include anche la città di Cork, e un'altra più selvaggia chiamata West Cork, meta di turisti e naturalisti affascinati dai numerosi villaggi rurali e dalle numerosissime isole poco al largo delle coste, tra le quali Sherkin, Clear e Dursey. Recentemente il West Cork è oggetto di vivo interesse da parte della Comunità europea, dato che la domanda per gli immobili e altissima, anche fra personaggi celebri: questo grazie alla rinomata tranquillità dei paesaggi e della vita sociale.

### Orografia e geologia
La superficie è per gran parte del territorio ondulata, formata da alture tonde e basse e relative vallate orientate da est ad ovest. La parte occidentale è l'unica discretamente montagnosa: il punto più elevato è situato nel nord-ovest, dove i monti Boggeragh raggiungono i 645 metri. Nel sud-est invece ci sono i monti Shehy, all'ingresso dei due promontori che delimitano la Baia di Bantry, i Monti Caha che formano il braccio settentrionale di questi promontori, e le colline a sud degli Shehy, nel distretto di Corbery. A nord del Blackwater la regione è pressoché piatta, parte della grande piana che forma l'Irlanda centrale.
Lo scenario della parte occidentale della contea è più selvaggio e impervio, nelle zone centrali e orientali, specialmente nelle vallate, è verde e tranquillo e, in alcune zone, anche abbastanza alberato.

### Costa e isole

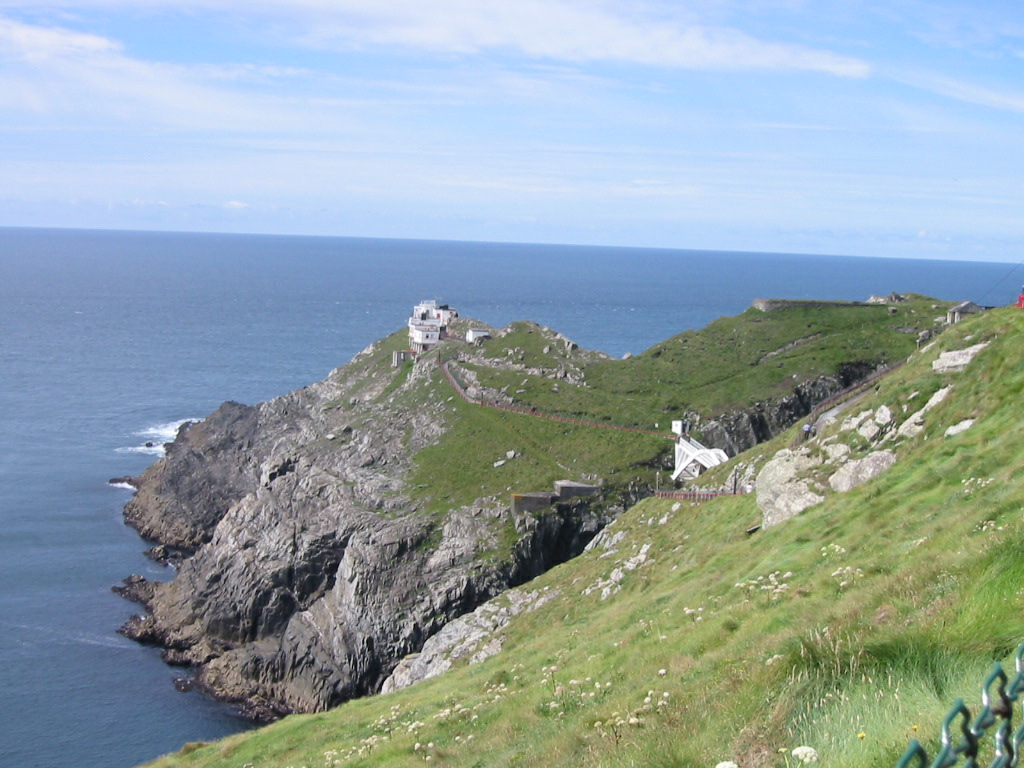
Capo Mizen
Il punto più sud-occidentale d'Irlanda

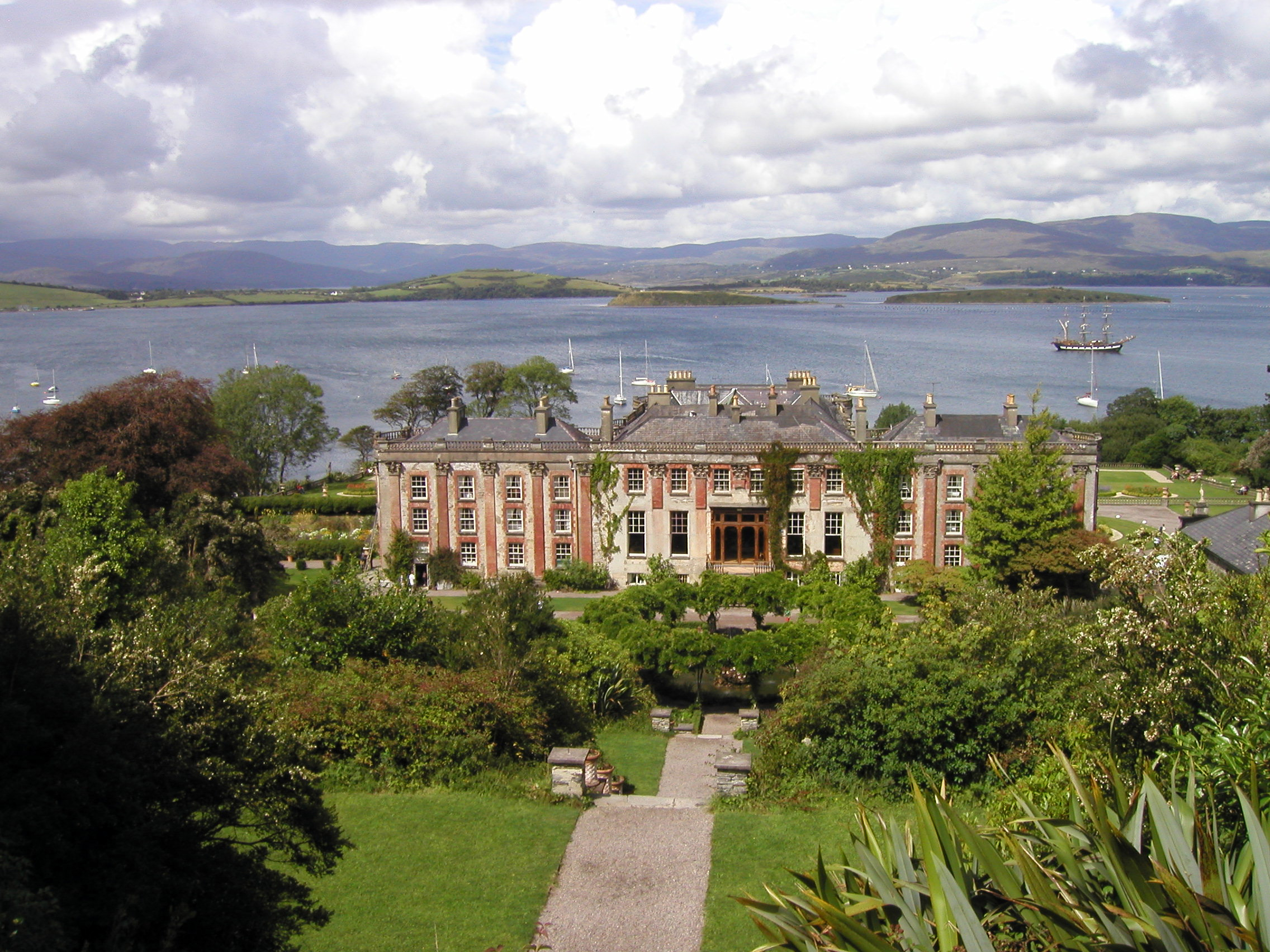
Baia di Bantry
In primo piano la celebre Bantry House

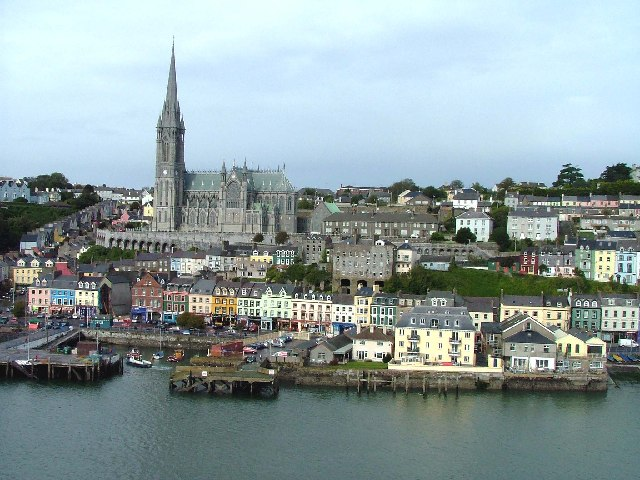
Cobh
La caratteristica cittadina è situata su Great Island, nel Cork Harbour

La costa di Cork è molto irregolare e, spesso, molto accentuata e rocciosa. Ad ovest le insenature principali sono la Baia di Bantry, Dun Manus e Roaring Water.
La parte meridionale della contea, invece, è formata da molti promontori molto lunghi, che non formano vere e proprie baie essendo abbastanza perpendicolari, come l'Old Head of Kinsale, il più caratteristico. Nella zona costiera vicino a Cork City, ci sono invece strettissime insenature, utilizzate spesso come porti naturali, come il Cork Harbour, il Kinsale Harbour, la Baia di Youghal e quella di Ballycotton. Fanno parte, inoltre, della contea il punto più meridionale della Repubblica d'Irlanda, Fastnet Rock, della terraferma irlandese, Brow Head, e il punto più sud-occidentale dell'isola d'Irlanda, Capo Mizen, così come il famoso capo Sheep's Head.
Le isole sono invece numerose: partendo da ovest, si incontra innanzitutto Dursey, al largo della Penisola di Beara (ma talmente poco che è collegata con una funivia, l'unica dell'isola d'Irlanda), a sud della stessa penisola si incontrano invece Bere Island e Whiddy Island. È nella Roaring Water, tuttavia, che si incontra un nutrito arcipelago, nel quale sono presenti alcune isole particolarmente interessanti: le più famose sono Sherkin e Clear Island (anche chiamata Cape Clear). Le altre sono Hare Island, Castle Island, Horse Island, Long Island, le tre Isole Calf al centro della baia, Ringarogy e Inishbeg. Le ultime due sono collegate alla terraferma con un piccolo ponte. Nel Cork Harbour, invece, è situata Great Island, avamporto di Cork City e località dov'è presente la caratteristica Cobh.

### Idrografia

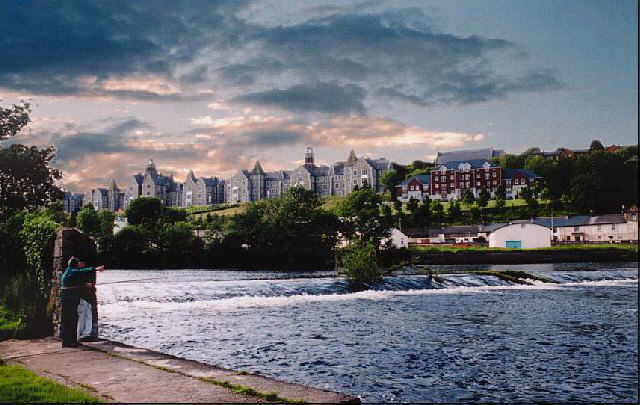
Lee
Il fiume a Cork

I fiumi principali sono il Blackwater, il Lee, e il Bandon, che scorrono tutti da est, dove sgorgano, verso le grandi vallate occidentali. Il Blackwater nasce nella contea di Limerick, il Lee sorge nel pittoresco e selvaggio Gouganebarra Lough, mentre il Bandon dal Cullinagh Lough. Ci sono anche altri fiumi minori e torrenti che scorrono direttamente verso il mare, e i più importanti fra questi sono nella zona sud-occidentale.
Non ci sono, invece, laghi di una certa importanza: il più vasto è l'Inchigeelagh, che è tuttavia niente di più che un ingrossamento del fiume Lee.

## Storia
Cork è generalmente considerata come una delle contee istituite da Giovanni d'Inghilterra: non ebbe sempre gli attuali confini, dato che parte della zona settentrionale prima era parte dell'antico regno di Desmond, esistito fino al XVI secolo. In quel periodo, arrivarono coloni stanziati dalla corona britannica, tra i quali Sir Walter Raleigh ed Edmund Spenser, che ricevettero rispettivamente 40 000 e 3 028 acri.
Nel 1602 una vasta parte delle tenute di Sir Walter Raleigh e Fane Beecher fu acquistata da Richard Boyle, primo conte di Cork, che le aveva colonizzate con insedianti inglesi; questo portò alla fondazione o alla totale ricostruzione di luoghi come Bandon, Clonakilty, Baltimore, Youghal e, successivamente, di Midleton, Castlemartyr, Charleville e Doneraile, mentre la famiglia Boyle incrementò il suo potere di fatto sull'intera contea.
L'unico avvenimento storico isolato degno di nota nella contea è stata la Battaglia di Kinsale nel 1601, che avviò la secolare dominazione britannica.
Eventi storici molto più diluiti nel tempo invece riguardano soprattutto la Grande Carestia, durante la quale milioni di irlandesi raggiunsero la allora Queenstown (oggi Cobh) per salpare sulle coffin ships per raggiungere terre straniere in cerca di fortuna.

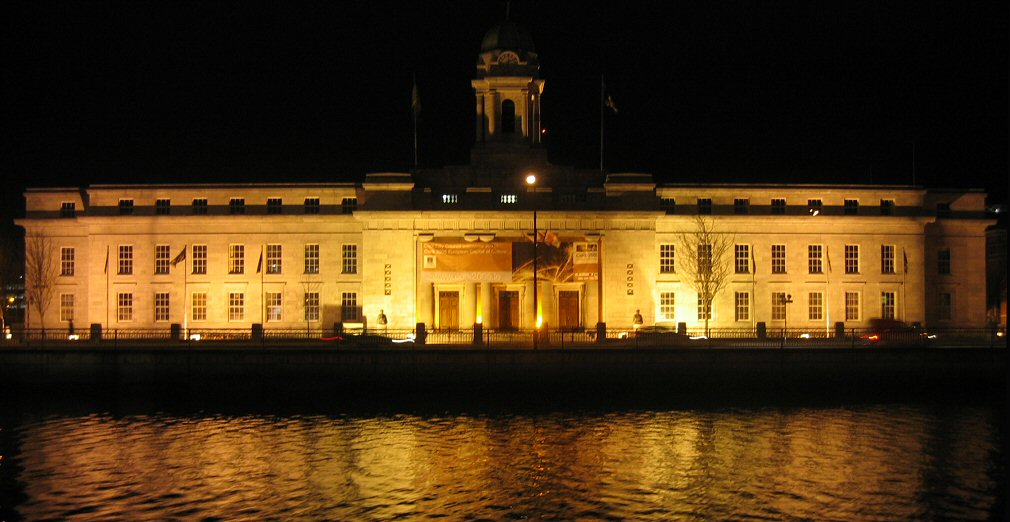
Municipio di Cork
L'edificio venne distrutto durante la Guerra d'indipendenza irlandese e ricostruito in segno di distensione dagli inglesi alla fine del conflitto

La stessa Cobh è stata teatro dell'ultimo saluto alla terraferma del Titanic, prima che schiantasse su un iceberg nell'Oceano.
Un'altra tragedia navale riguarda invece Kinsale e il vicino Old Head, punto focale dei tentativi di salvataggio dell'equipaggio del 
transatlantico statunitense RMS Lusitania, affondato dai sottomarini tedeschi.
Il nomignolo di "contea ribelle" non è così recente come i fatti relativi al repubblicanesimo irlandese farebbero pensare. Fu infatti dato alla regione dalla Corona Inglese nel 1499 addirittura, come segno dispregiativo, ma che fu accolto dagli abitanti, invece, con grande orgoglio.
Tale soprannome non fu perso nel tempo, anzi rafforzato da vari successivi episodi come le battaglie per la Home Rule e soprattutto per il ruolo di spicco nella guerra d'indipendenza irlandese: Michael Collins, fra l'altro, nacque e fu assassinato a Béal na Bláth, un villaggio del West Cork.

## Cultura

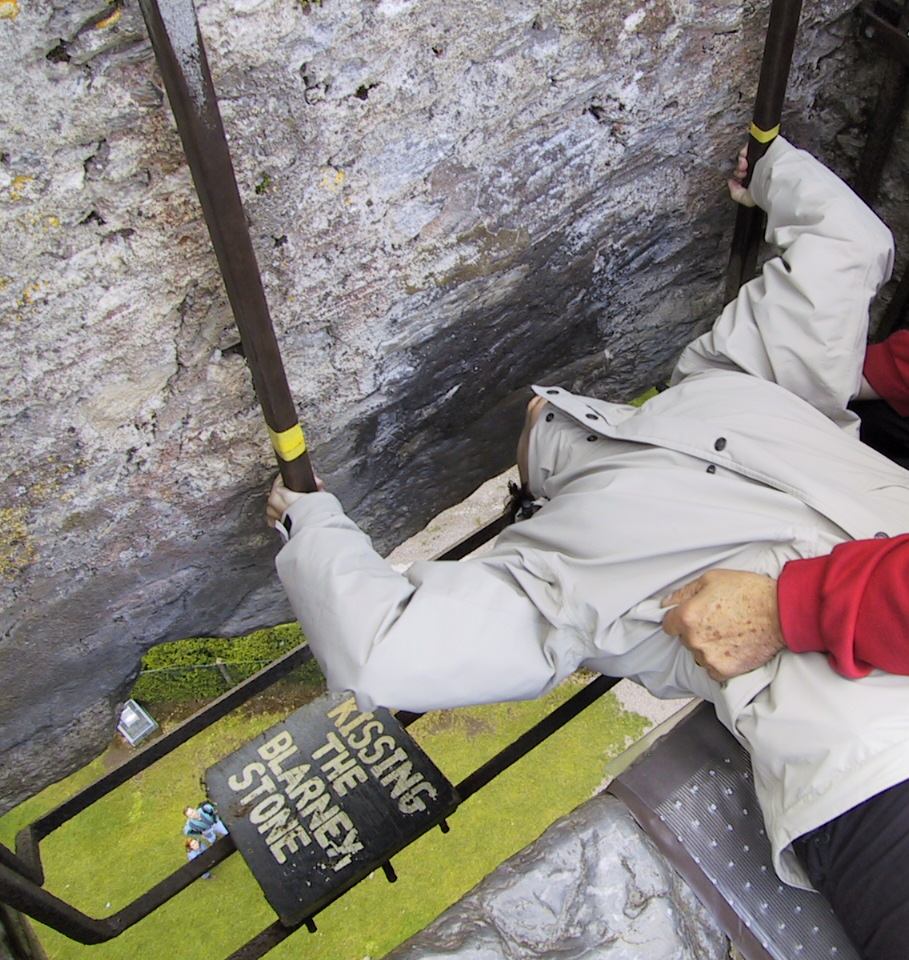
Pietra di Blarney
La pietra secondo la tradizione è dotata del dono dell'eloquenza per chi la baci

La cultura è molto forte e viva nella contea di Cork, ben rappresentata dai molti castelli sparsi per il territorio, i vari ruderi e l'architettura in generale dei centri abitati, ma anche la mentalità della capitale della contea e gli eventi storici l'hanno molto influenzata. Da notare, inoltre, la forte presenza della lingua gaelica con due oasi gaeltacht.
Il paesaggio è ricco di castelli e di antichi ruderi, tra i quali il celebre Blarney Castle.
Cork, capitale della contea, è sede di moltissimi settori culturali, di televisioni e stazioni radio, nonché Capitale Europea della Cultura per il 2005.
Ci sono, infine, due regioni Gaeltacht: Múscraí (Muskerry) nella parte settentrionale del territorio della contea, e Clear Island, un'isola poco al largo della costa.

### Arte e architettura

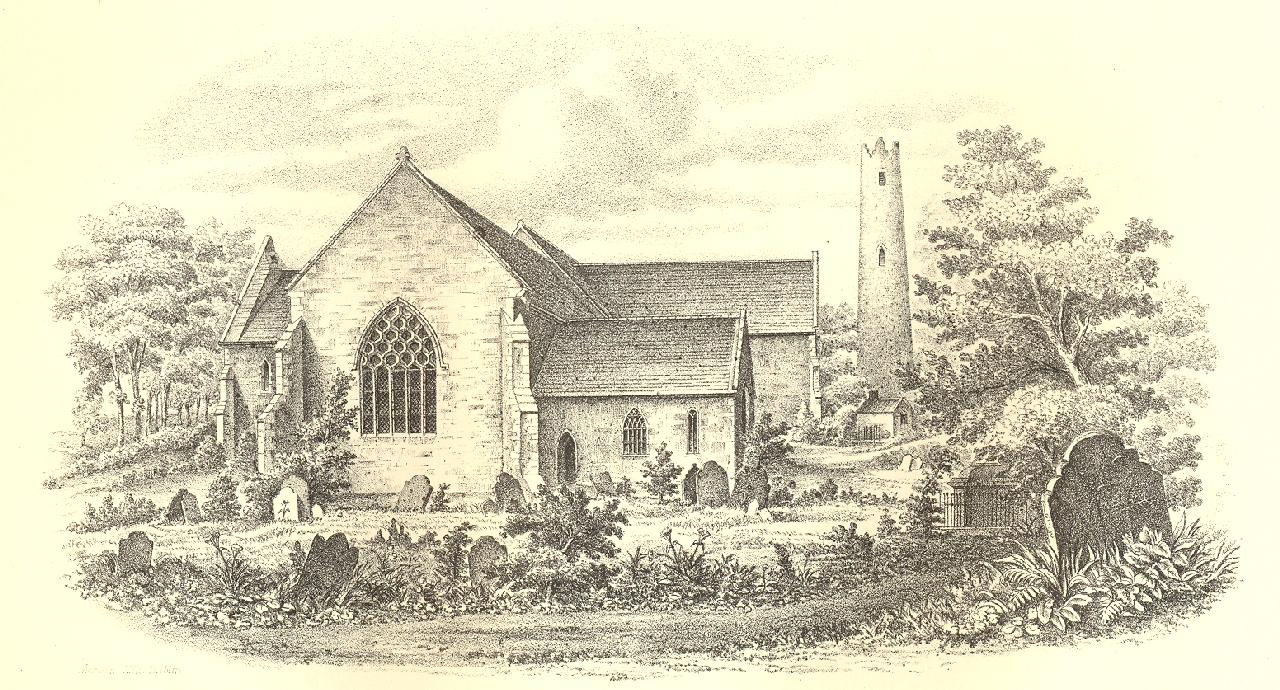
Edifici a Cloyne
Il vecchio sito monastico di Cloyne raffigurato nel 1873, si affianca a vecchi reperti di epoca pagana

A differenza di altre contee, specialmente quelle settentrionali, non ci sono molti reperti relativi all'era preistorica. I monumenti più antichi riguardano l'era pagana, e sono i cosiddetti altari dei druidi, dei quali quello meglio conservato è situato vicino a Cloyne, ma anche pilastri di roccia scolpiti, con iscrizioni chiamate Ogham sui quali si è dibattuto molto, sono sparsi nella contea.

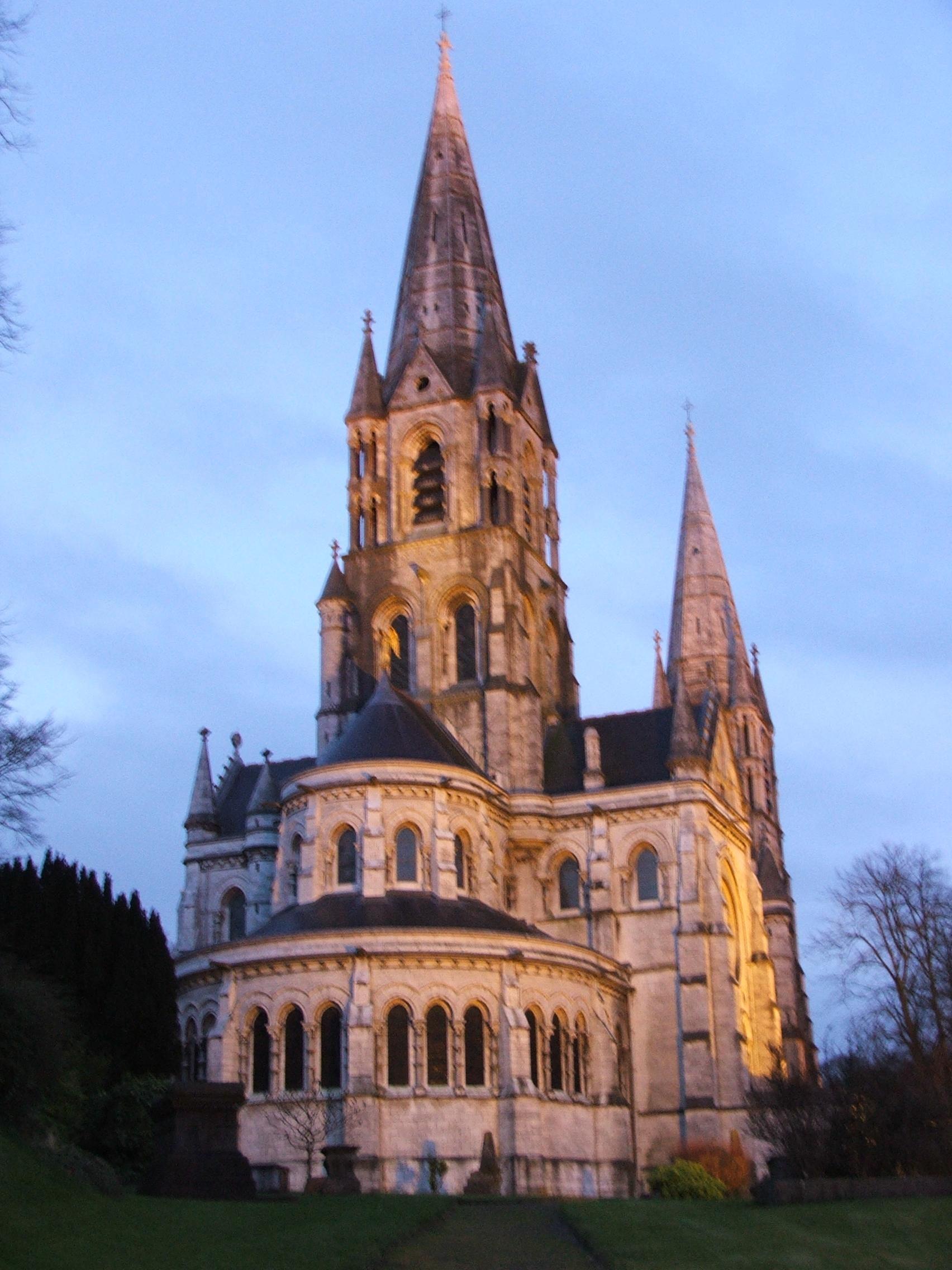
Cattedrale di San Finbar, Cork

Molti degli edifici religiosi sono in stato di rovina, usati spesso in passato come luoghi di sepoltura dagli abitanti della contea. Il principale è Kilcrea, fondato da Cormac MCarthy nel 1485 circa, i discendenti del quale ancora riposano nel campo santo annesso; sono ben conservati ancora la struttura e il chiostro. la chiesa di Timoleague, situata in un posto molto particolare, ovvero un'altura sulla Baia di Courtmacsherry, contiene alcune tombe interessanti ed è in stato di conservazione discreto. L'Abbazia di Buttevant, appartenuta ai Francescani e costruita nel XIII secolo, contiene le tombe della famiglia Barry e di altre casate importanti dell'epoca, oltre che un'apprezzabile cripta. Le torri circolari degne di nota sono due, una accanto alla Cattedrale di Cloyne. Anche a Ross, in una costruzione del 1661, c'è una copia postuma di una torre circolare con tanto di tetto, con Saint Fachnan, al quale la chiesa è dedicata, situato di fronte con in mano un libro e una croce. L'attuale chiesa è databile intorno al 1837, ma è situata sul luogo di un'antica cattedrale, poi unita come amministrazione religiosa a quella di Cork nel 1583. Degne di nota senz'altro l'Abbazia di Mourne, vicino a Mallow, una volta luogo legato ai Templari, e l'Abbazia di Tracton, ormai in completa rovina ma che una volta era molto importante, dato che spedì anche un priore nel parlamento inglese. Su un'isola del Lough Gouganebarra ci sono i resti di un oratorio dedicato a San Finbar. Allo stesso santo è dedicata la Cattedrale della città di Cork, mentre un'altra importante cattedrale è quella di Saint Colman a Cobh.

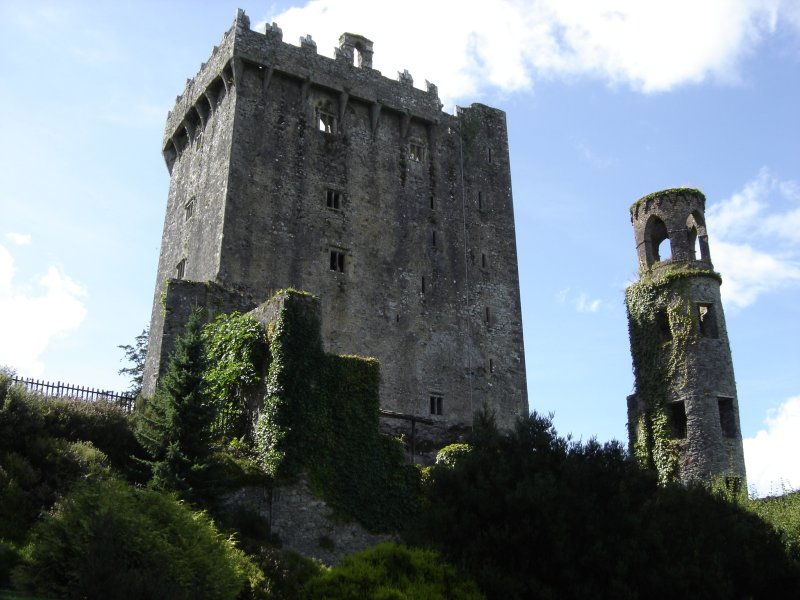
Castello di Blarney
Il più famoso e turistico dei castelli della contea

Dei castelli, il più antico è quello di Lohort, costruito ai tempi di Re Giovanni e molto interessante architettonicamente: si è salvato dalla rovina dato che è stato nei secoli mantenuto da nobili britannici; per ultimo il conte di Egmont. Il più famoso è comunque il Castello di Blarney, costruito da Cormac MCarthy intorno al 1449: più per la pur pregevole presenza architettonica e per i curati giardini, ciò che rende famoso il maniero è la presenza di una pietra, la Blarney Stone, che una leggenda vuole capace di donare il dono dell'eloquenza a chiunque la baci. Importanti anche i castelli di Mahón, Macroom e Mallow, quest'ultimo attorniato da suggestive mura di cinta. Degni di nota i castelli di Kilbolane, Buttevant, Kiicrea e Dripsy. Curioso il castello elisabettiano di Kanturk conosciuto anche come MDonaghs Folly, lasciato incompleto per contrasti con un governo abbastanza geloso al riguardo.
La città di Cork è l'unica, invece, a contenere nei suoi confini edifici di stampo ben diverso: oltre alla già citata cattedrale di San Finbar, spiccano senz'altro il Tribunale, la torre campanaria di Shandon e l'elegante Municipio sul Lee.

### Eventi e turismo
Gli eventi culturali principali ruotano attorno alla città di Cork: scelta come Capitale europea della cultura 2005, è una vibrante città molto attiva culturalmente e artisticamente, oltre che meta gettonata per il turismo. Zone molto turistiche sono anche Cobh, Blarney e in generale l'intero West Cork, specialmente Bantry. Clonakilty, oltre che per il suo ricco interesse storico, esalta molto l'aspetto culturale e musicale della contea.

## Politica

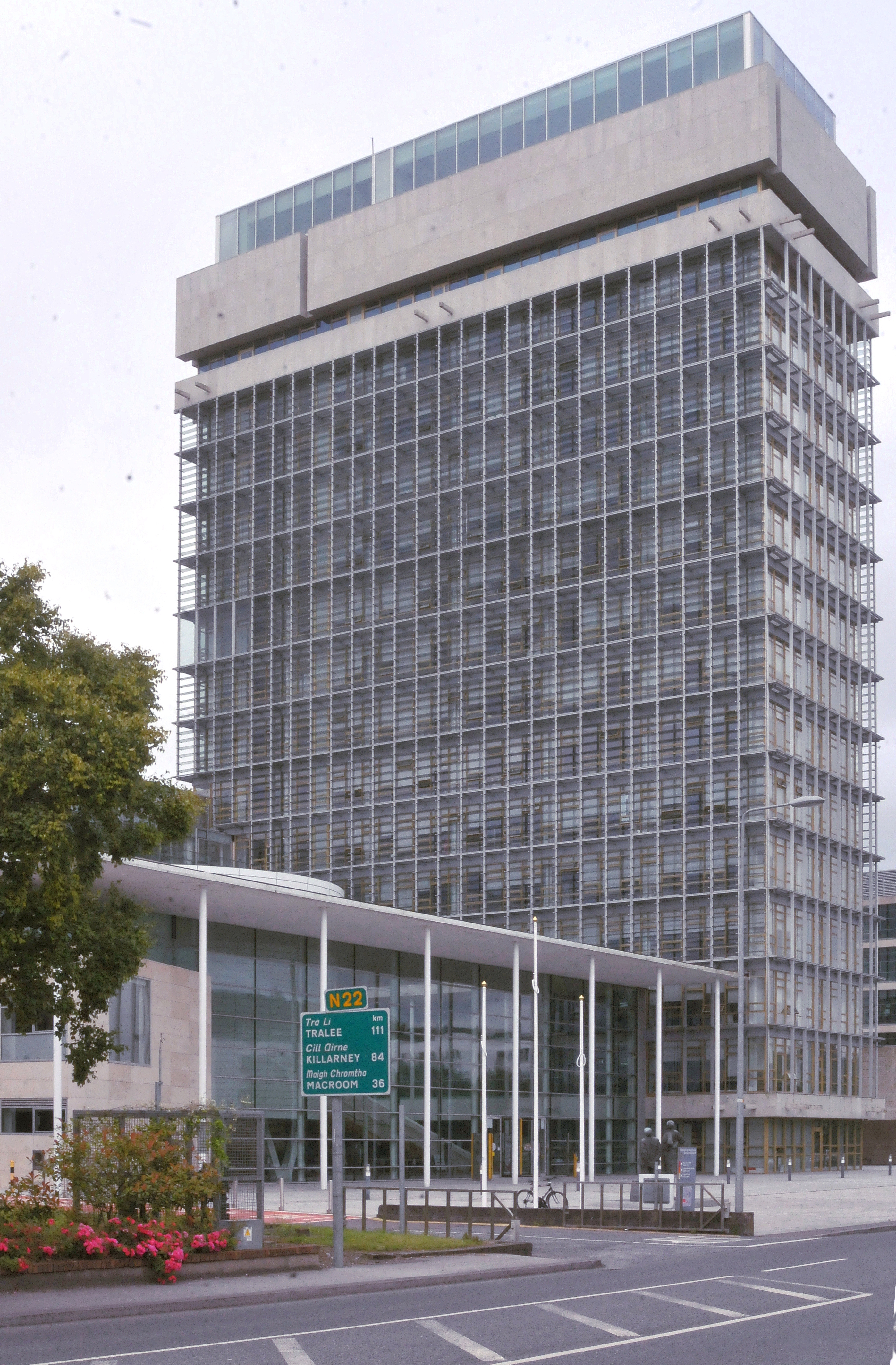
Sede del County Council

Essendo la più vasta delle contee, Cork è divisa in ben 10 aree elettorali: 
- Bandon / Droichead na Bandan
- Bantry / Cloch na Blarnan
- Blarney / An Bhlárna
- Carrigaline / Carraig Uí Leighin
- Fermoy / Mainistir Fhear Maí
- Kanturk / Ceann Toirc
- Macroom / Maigh Chromtha
- Mallow / Mala
- Midleton / Mainistir na Corann
- Skibbereen / An Sciobairín

La città di Cork, pur centro amministrativo della contea, avendo sede il Council della County Hall sul Lee, e parte integrante geograficamente, non fa parte della propria contea in quanto gode dello status di city ed è totalmente indipendente.
I consiglieri della contea sono 48, votati a suffragio universale ogni cinque anni. Il consiglio dà lavoro a circa 2 700 persone, e ha sedi distaccate a Mallow, Clonakilty e Skibbereen.
Il County Council ha sede in un alto grattacielo nella città di Cork sulle sponde del Lee, il più alto della Repubblica d'Irlanda, costruzione controversa che non ha risparmiato commenti negativi.

## Economia

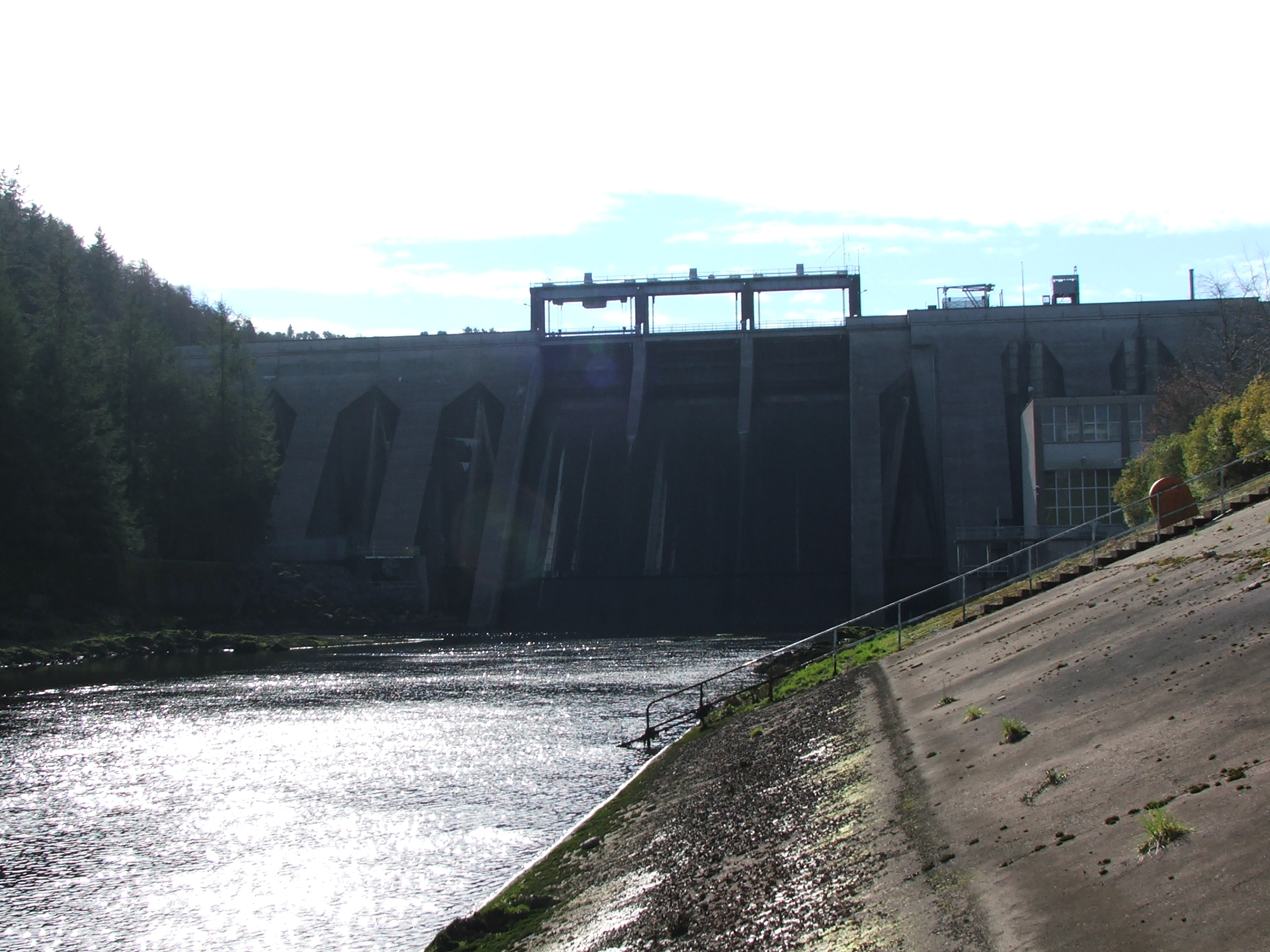
Diga di Iniscarra

Le principali attività economiche di Cork sono il turismo, l'agricoltura e le attività agrarie in genere, oltre che il particolare agro-turismo che sta prendendo piede specialmente nelle zone rurali. Le principali cittadine invece sono importanti per il turismo, ma anche di industria di ingegneria, produzione chimica, alimentare, della birra e ittica.
In generale, c'è un'ampia gamma di attività commerciali, di ogni tipo immaginabile, specialmente nella città di Cork.
Il boom economico della Celtic Tiger degli anni novanta ha portato grande prosperità alla contea, forse quella che ha reagito meglio alle reazioni del mercato, e offre oggi ancora buone prospettive lavorative.

## Città e villaggi

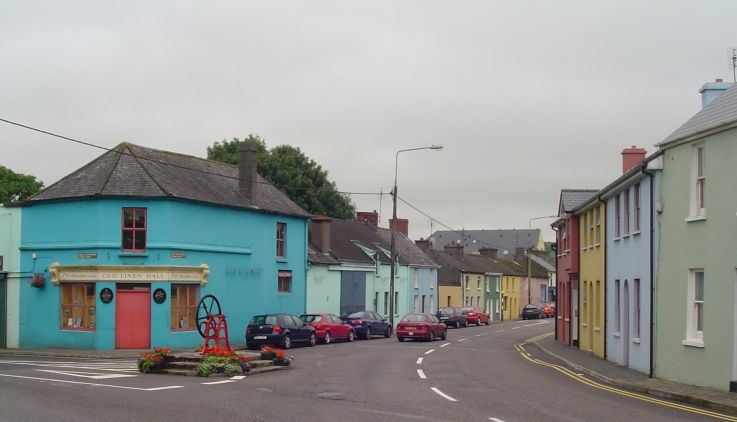
Clonakilty

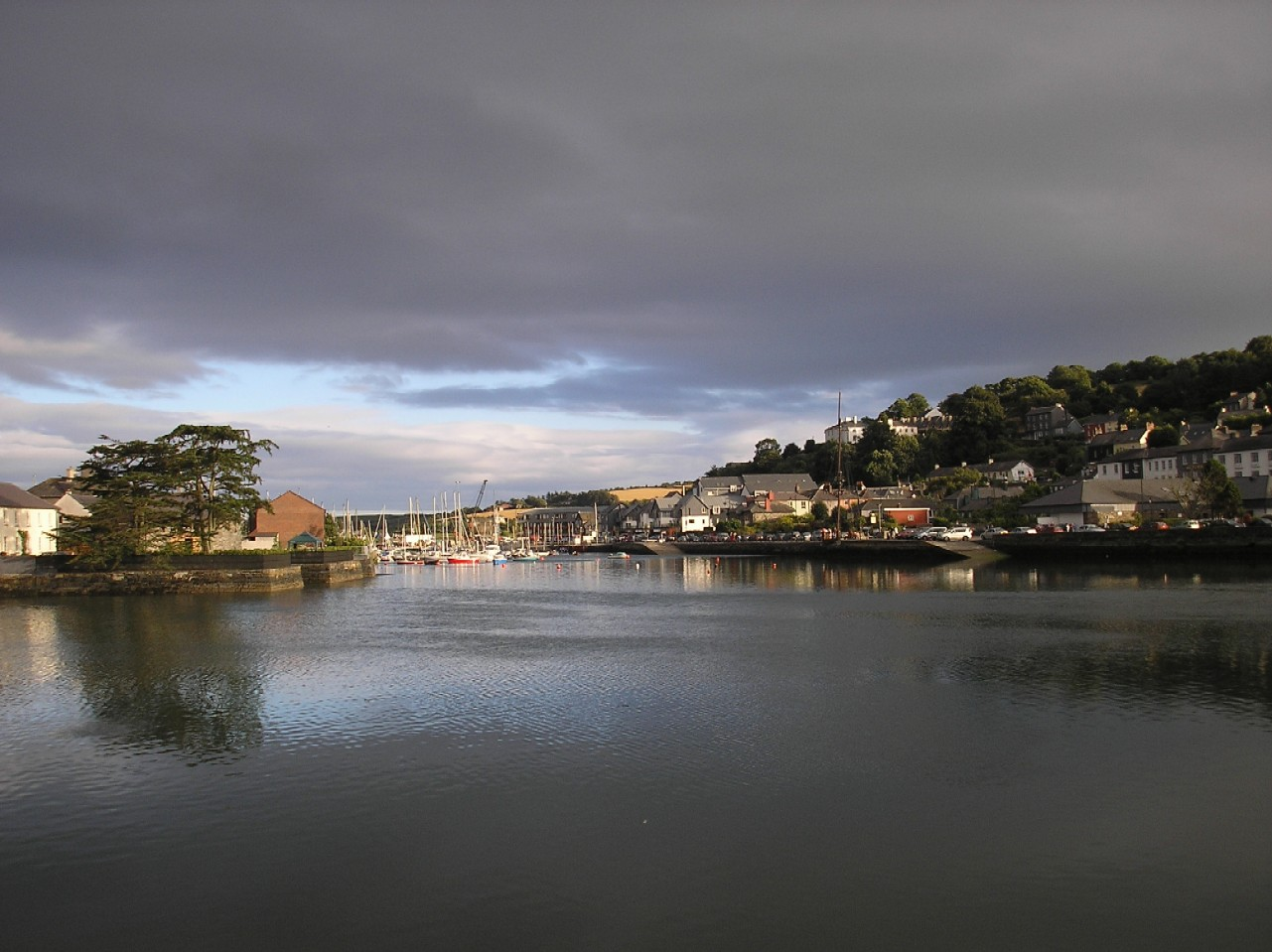
Kinsale
Il grazioso villaggio ricco di storia e bellezze naturali

Dove sono indicati più nomi, il primo indica la forma anglicizzata mentre il secondo quella in lingua irlandese, entrambi co-ufficiali.
- Cork / Corcaigh
- Aghabullogue
- Allihies
- Ballincollig / Baile an Chollaigh
- Ballycotton / Baile Choitín
- Ballylickey
- Ballinhassig
- Ballydehob / Béal an Dá Chab
- Ballydesmond
- Ballygarvan
- Baltimore / Dún na Séad
- Bandon / Droichead na Bandan
- Bantry / Cloch na Blarnan
- Barleycove
- Blarney / An Bhlárna
- Buttevant
- Carrigaline / Carraig Uí Leighin
- Castletownbere
- Castletownshend
- Castlemartyr
- Charleville
- Clonakilty
- Cloyne
- Coachford
- Cobh[3]
- Courtmacsherry
- Crookhaven
- Crosshaven
- Dunmanway
- Doneraile
- Fermoy / Mainistir Fhear Maí
- Glandore
- Glanmire
- Glengarriff
- Glounthaune
- Goleen
- Gougane Barra
- Kanturk / Ceann Toirc
- Kinsale
- Leap
- Macroom / Maigh Chromtha
- Mallow / Mala
- Midleton / Mainistir na Corann
- Millstreet
- Mitchelstown
- Monkstown
- Oysterhaven
- Ringaskiddy
- Rosscarbery
- Rylane
- Schull / Scoil Mhuire
- Shanagarry
- Skibbereen / An Sciobairín
- Timoleague
- Tower
- Union Hall
- Youghal